# Керолин Лоренс
Керолин Лоренс (енгл. Carolyn Lawrence) је америчка глумица и агент за некретнине. Позната је по својим гласовним улогама у анимираним серијама, међу којима је и Сенди Обрашчић у серији Сунђер Боб Коцкалоне.

## Каријера
Напустила је средњу школу да би похађала часове плеса у Чикагу.  Од тада је започела своју дугогодишњу култну улогу Сенди Обрашчић у анимираној серији Сунђер Боб Коцкалоне. Такође је позајмила глас Синди Вортекс у филму Џими Неутрон: Дечак геније и његовој спиноф серији Авантуре Џимија Неутрона, као и насловном лику, Орелу Папингтону, у Моралном Орелу.